# Oldroydella femorata
Oldroydella femorata là một loài ruồi trong họ Asilidae. Oldroydella femorata được Joseph & Parui miêu tả năm 1987.